# Toxocampinae
Toxocampinae là một phân họ bướm đêm trong họ Erebidae. Moths in the subfamily typically have a primitive form of genital claspers similar to those of some subfamilies of the Erebidae.

## Các chi
- Anumeta
- Apopestes
- Autophila
- Lygephila
- Tathorhynchus